# Bulck (toponiem)
Een bulck (ook beelc, bilc, bilk, blok, bolck, buelc, bulk en buelque) was in de middeleeuwen het toponiem voor een hoger gelegen met water omsloten of omheind agrarisch gebied en met de tijd ook voor een agrarisch perceel met dezelfde kenmerken.
In Nederland werd de term ook gebruikt voor een goed grasland dat dicht bij de woonplaats lag.

## Betekenis
De oorsprong ligt bij het Oud- en Middelhoogduitse werkwoord bilûkan met de betekenis van beluiken of afsluiten.
De oudste citaten van bilûkan dateren uit de 10de eeuw.

## Kenmerken
Bulken of een bulkenlandschap zijn een agrarisch door hout afgesloten gebied waarvan de percelen werden bewerkt in het wissel- of koppelstelsel. Er werden grachten aangelegd om overtollig water af te voeren. Hoe vochtiger de grond hoe meer grachten er werden aangelegd. De percelen werden na een aantal jaren van bezaaiing omgezet in gras- of graasland. Om het vee binnen deze percelen te houden werd een houten afsluiting aangelegd. Wanneer hout te duur was, werd er afgezoomd met bomen en eventueel aanvullende vlechtwerken van dood hout.
Bulken zijn door bijvoorbeeld een ligging nabij een waterloop, vochtiger dan hoger gelegen kouters maar niet moerassig zoals een broek of meers.

## Variaties
In het westen van het Graafschap Vlaanderen werd voornamelijk bul(c)k en bilc/k gebruikt, terwijl in het oosten blok meer gebruikelijk was. Na verloop van tijd liepen de definities uit elkaar en vindt men citaten als: blokken gelegen op den Bulck.
In het Hertogdom Brabant vinden we bol(c)k in bijvoorbeeld Loenhout, Zundert en Breda. Daar geeft men een licht afwijkende definitie als: een meestal stuk minderwaardige grond behorend bij een ander, vaak gelegen in dorpsakkers en meestal een lopenzaad groot. 

### Locaties
Deze toponymische term vinden we terug in veel straatnamen. Ook verschillende locaties verwijzen er nog naar:
- In Vlaanderen
  - Bulkenlandschap Paradijskouter te Drongen [9][10]
  - Bulkengebied Kasteeldomein van Sint-Martens-Leerne[6]
  - Heerlijkheid ten Bulcke[11] in Rekkem
  - Kasteel De Bulck in Waasmunster[12]
  - Straten vernoemd naar oude bilken te Brugge: Bilkske en Sint-Maartensbilk
  - Diverse landerijen in Nevele vanaf 1500[13], zoals: Braembulck, Grendelbulck, Kerckenbulck, Peerdenbulck, Sperrebulck, Straten Bulckxken, Tarwen Bulck en meerdere bulcken met de naam van de eigenaars
- In Nederland
  - Diverse landerijen in de Bommelerwaard[14]
    - Ammersooien: Bulk en Bulkskamp
    - Hedel: Bulk, Biesbulk, Drie morgen bulk, Hoekbulk, Koppenbulk, Zes morgen bulk

  - Bulckesteyn, was een kasteel in het Nederlandse dorp Deil, provincie Gelderland
- In Duitsland
  - Landgoed en slot Bülk in Schleswig-Holstein. Hier wel afgeleid van het Germaanse bulleke met de betekenis van kleine heuvel.

### Familienamen
Het toponiem vinden we ook terug in verschillende Nederlandstalige familienamen, zoals: Bulkaert, Bulkmans, Van den Bolcke, Van (den) Bul(c)k(e), Van Keirsbilck, Van Keirsbulck.
Ook in Franstalige familienamen zien we het terug, zoals in: Buelque en van (den) Buelque. Namen die voornamelijk net over de Belgisch-Franse grens terug te vinden zijn rond Neuville-en-Ferrain en Tourcoing. Locaties die niet ver van de historische Heerlijkheid ten Bulcke liggen.